# NGC 6676
NGC 6676 is een spiraalvormig sterrenstelsel in het sterrenbeeld Draak. Het hemelobject werd op 30 mei 1886 ontdekt door de Amerikaanse astronoom Lewis A. Swift.

## Synoniemen
- UGC 11286
- MCG 11-22-54
- ZWG 322.45
- KUG 1833+669
- IRAS 18331+6655
- PGC 62021